# Morgan Gibbs-White
Morgan Anthony Gibbs-White, född 27 januari 2000 i Stafford, är en engelsk fotbollsspelare av jamaicansk härkomst som spelar för Nottingham Forest i Premier League.

## Klubbkarriär
Gibbs-White debuterade för Wolverhampton Wanderers i The Championship den 14 februari 2017 i en 0–1-förlust mot Wigan Athletic.
Den 19 augusti 2022 värvades Gibbs-White av Nottingham Forest, där han skrev på ett femårskontrakt.